# Modra Stena
Modra Stena (cirill betűkkel Модра Стена) egy falu Szerbiában, a Piroti körzetben, a Babušnicai községben.

## Népesség
- 1948-ban 825 lakosa volt.
- 1953-ban 809 lakosa volt.
- 1961-ben 746 lakosa volt.
- 1971-ben 577 lakosa volt.
- 1981-ben 441 lakosa volt.
- 1991-ben 356 lakosa volt
- 2002-ben 257 lakosa volt,[1] akik közül 256 szerb (99,61% és 1 macedón.[2]